# Stora Tjädersjön
Stora Tjädersjön är en sjö i Rättviks kommun i Dalarna och ingår i Dalälvens huvudavrinningsområde. Sjön har en area på 0,346 kvadratkilometer och ligger 263 meter över havet. Sjön avvattnas av vattendraget Nöttjärnsån.

## Delavrinningsområde
Stora Tjädersjön ingår i det delavrinningsområde (679329-147484) som SMHI kallar för Mynnar i Stocken. Medelhöjden är 270 meter över havet och ytan är 1,75 kvadratkilometer. Räknas de 3 avrinningsområdena uppströms in blir den ackumulerade arean 35,7 kvadratkilometer. Nöttjärnsån som avvattnar avrinningsområdet har biflödesordning 3, vilket innebär att vattnet flödar genom totalt 3 vattendrag innan det når havet efter 319 kilometer. Avrinningsområdet består mestadels av skog (64 procent). Avrinningsområdet har 0,31 kvadratkilometer vattenytor vilket ger det en sjöprocent på 17,7 procent.